# Matthew Griswold (gouverneur)
Matthew Griswold, né le 25 mars 1714 à Lyme (Connecticut) et mort le 28 avril 1799 dans la même ville, est un homme politique britannique puis américain. Il est gouverneur du Connecticut de 1784 à 1786.

## Biographie
En 1748, Griswold est élu à l'Assemblée générale du Connecticut où il siège de nouveau de 1751 à 1759. Il siège ensuite au Conseil des assistants entre 1759 et 1769. Griswold et huit autres membres s'opposent au Stamp Act de 1765. Griswold devient membre des Fils de la Liberté, qui protestent publiquement contre le Stamp Act et les autres mesures prises par le gouvernement britannique.
De 1769 à 1784, il exerce conjointement la fonction de gouverneur adjoint et de juge en chef de la Cour supérieure du Connecticut. En 1784, il est élu gouverneur de l'État par l'Assemblée générale et succède à Jonathan Trumbull. Il est réélu en 1785, mais perd en 1786 face à Samuel Huntington.